# Keisuke Tsunoda
Keisuke Tsunoda (jap. 角田 啓輔, Tsunoda Keisuke; * 19. Januar 1933 in der Präfektur Miyagi; † 1. September 2024) war ein japanischer Tischtennisspieler. Er war zweifacher Weltmeister.
1952 wurde Tsunoda bei den Asian Championship TTFA mit der japanischen Mannschaft Zweiter, im Doppel erreichte er das Halbfinale. Zweimal holte er WM-Gold mit der Mannschaft nämlich 1956 und 1957. 1957 kam er zudem im Einzel ins Halbfinale.
Sein letztes wichtiges internationales Turnier waren die Asian Games 1958, wo er im Einzel hinter Li Kou-Tin (Taiwan) und mit dem Team auf Platz zwei landete.

## Turnierergebnisse
| Verband | Veranstaltung           | Jahr | Ort       | Land | Einzel        | Doppel     | Mixed      | Team |
| ------- | ----------------------- | ---- | --------- | ---- | ------------- | ---------- | ---------- | ---- |
| JPN     | Asienmeisterschaft TTFA | 1953 | Tokio     | JPN  | letzte 16     |            |            |      |
| JPN     | Asienmeisterschaft TTFA | 1952 | Singapur  | SIN  | Viertelfinale | Halbfinale |            | 2    |
| JPN     | Asienspiele             | 1958 | Tokio     | JPN  | Silber        |            | Halbfinale | 2    |
| JPN     | Weltmeisterschaft       | 1957 | Stockholm | SWE  | Viertelfinale | Halbfinale | Halbfinale | 1    |
| JPN     | Weltmeisterschaft       | 1956 | Tokio     | JPN  | letzte 64     | Halbfinale | letzte 16  | 1    |